# Топлотни резервоар
Топлотни резервоар је термодинамички систем јако велике топлотне капацитивности која се може сматрати бесконачно великом, тако да ако је топлотни резервоар у контакту са неким другим термодинамичким системом, без обзира на количину измењене енергије између њих, температура резервоара остаје константна.
У статистичкој физици, топлотни резервоар се некад представља као скуп од бесконачно много копија истог термодинамичког система окарактерисаног параметрима T, V и N, тј. као њихов канонски ансамбл.

## Примена
У метеорологији, велике ваздушне масе у атмосфери се сматрају топлотним резервоарима. Такође, при геофизичким процесима језера, океани и реке представљају топлотне резервоаре.